# Kjotve el Rico
Kjotve el Rico (nórdico antiguo: Kjötvi hinn auðgi, noruego: Kjøtve den rike) (m. 872) era un caudillo vikingo, rey de Agder, en el sur de Noruega, a finales del siglo IX. Kjotve era descendiente de Harald Granraude en segunda generación. Kjotve dirigió un levantamiento contra los ejércitos de Harald I de Noruega y Rogaland en la Batalla de Hafrsfjord. El hijo mayor de Kjotve, Thor Haklang (Kjøtvesson), y muchos otros nobles murieron en la batalla. Tras la fuga, Kjotve ya no se menciona más en las sagas, con la muerte de su hijo pereció su dinastía.

## Cultura popular
Un personaje vagamente inspirado en el histórico Kjotve, apodado Kjotve el Cruel, aparece en un papel antagónico durante las primeras horas del videojuego de 2020 Assassin's Creed Valhalla.